# Internet Engineering Task Force
A Força Tarefa de Engenharia de Internet (do inglês Internet Engineering Task Force), mais conhecido pela abreviação IETF, é um grupo internacional aberto, composto de técnicos, agências, fabricantes, fornecedores e pesquisadores, que se ocupa do desenvolvimento e promoção de standards para Internet, em estreita cooperação com o  World Wide Web Consortium e ISO/IEC, em particular TCP/IP e o conjunto de protocolos Internet. O IETF tem como missão identificar e propor soluções a questões/problemas relacionados à utilização da Internet, além de propor padronização das tecnologias e protocolos envolvidos.
As recomendações da IETF são usualmente publicadas em documentos denominados Request for Comments (RFCs), sendo que o próprio IETF é descrito pela RFC 3160.